# Fernão Dulmo
Ferdinand van Olmen (conhecido na historiografia portuguesa como Fernão D'Ulmo, Fernão Dulmo ou Fernando de Ulmo) foi um flamengo que foi um dos primeiros povoadores da ilha Terceira, Açores, a quem o rei D. João II, por carta de doação de 1486, concedeu a capitania da ilha das Sete Cidades e de quaisquer terras que descobrisse a oeste dos Açores.

## Ficção
A família Dulmo, no romance "Mau Tempo no Canal" de Vitorino Nemésio, é sua descendente.